# 小河镇 (天全县)
小河镇，原为小河乡，是中华人民共和国四川省雅安市天全县下辖的一个乡镇级行政单位。2019年12月，撤乡设镇，以原小河乡和原紫石乡紫石关村7组（脚基坪）所属行政区域为小河镇的行政区域。

## 行政区划
小河镇下辖以下地区：
秋丰村、顺河村、曙光村、关家村、龙门村、沙坪村、响水溪村、武安村、红星村和沙湾村。